# Lijflandse Confederatie
De Lijflandse Confederatie (Duits: Livländische Konföderation, Lets: Livonijas Konfederācija, Estisch: Vana-Liivimaa) was van 1419 tot 1561 een losse statenbond op het gebied van de huidige staten Estland en Letland. De Confederatie bestond uit vijf staten: de gebieden van de Lijflandse Orde (deel van de Duitse Ordestaat), het Prinsbisdom Riga, het Prinsbisdom Dorpat, het Prinsbisdom Ösel-Wiek en het Prinsbisdom Koerland.

## Geschiedenis
Het door de Zwaardbroeders tijdens de Lijflandse Kruistocht veroverde gebied was verdeeld tussen de Kerk en de Zwaardbroeders. De pauselijk legaat Willem van Modena sloot in 1228 een compromis tussen de Kerk en de Orde, waarbij de Orde twee derde en de Kerk een derde van het gebied in handen kreeg. Er braken regelmatige conflicten uit tussen de Orde, de bisschoppen en de Hanzesteden. In 1237 werd de na meerdere nederlagen ernstig verzwakte Orde van de Zwaardbroeders bij de Duitse Orde gevoegd als de autonome Lijflandse Orde. 
Om de onderlinge problemen op te lossen werd in 1419 een landdag opgericht die zitting had in de stad Walk. De landdag bestond uit Orderidders en hun vazallen, de bisschoppen en afgevaardigden van de steden.
In de Lijflandse Oorlog die van 1558 tot 1582 woedde gingen alle staten binnen de Confederatie ten onder. De Lijflandse Orde werd in 1560 geseculariseerd en de Lijflandse landdag vroeg in 1561 de bescherming van de grootvorst van Litouwen.
Na de opheffing van de Lijflandse Confederatie werd Lijfland verdeeld: het zuidwestelijke deel werd het Hertogdom Koerland en Semgallen, het noordelijke deel werd het Hertogdom Lijfland (1566).
Zweden verkreeg Estland en Denemarken kreeg het eiland Ösel. Riga bleef van 1561 tot 1582 een vrije stad.